# Вилла «Белый Конь»
«Белый конь» (англ. The Pale Horse) — детективная повесть английской писательницы Агаты Кристи, написанная в 1961 году. В книге присутствует одна из известнейших героинь Кристи детективная писательница Ариадна Оливер. Название виллы в оригинале — «Конь бледный» — взято из текста книги Откровение 6:8 (на этом коне следует всадник, имя которому «Смерть»).

## Сюжет
Молодой Марк Истербрук решает выяснить таинственные обстоятельства, связанные с цепью загадочных смертей, на первый взгляд представляющих собой естественный исход в результате болезни. Никто не воспринимает его всерьёз, Марку соглашается помочь только Джинджер Корриган, молодая красивая девушка, ищущая приключений. В это же время инспектор полиции Лежен расследует убийство священника отца Гормана, при котором была найдена бумажка, на которой написано несколько имён. Как выясняется, все эти люди погибли в результате деятельности зловещей организации, осуществляющей заказные убийства при помощи таллия.

## Персонажи

### Главные
- Марк Истербрук — историк, исследователь Моголов
- Джинджер Корриган — молодая женщина (не связана с Джимом)
- Инспектор Лежен — следователь

### Второстепенные
- Мистер Венейблс — состоятельный инвалид
- Захарий Осборн — фармацевт
- Тирза Грей — практикующая «чёрную магию»
- Сибил Стэмфордес — медиум
- Белла Уэбб — повар Тирзы Грей и ведьма
- Томазина Такертон — состоятельная молодая женщина
- Джим Корриган — полицейский хирург
- Миссис Такертон — мачеха Томазины
- Миссис Коппинс — владелец пансиона, где умирает миссис Дэвис
- Гермия Редклифф — претенциозная подруга Марка
- Дэвид Ардинглей — историк и друг Марка
- Отец Горман — Римско-католический священник

### Эпизодические
- Ариадна Оливер — знаменитый автор детективов
- Мистер Брэдли — законный представитель отеля «Бледный конь»
- Памела «Мак» Стирлинг — сотрудник фирмы «Изучение цветов»
- Калеб Дэйн Кэлтроп — местный викарий
- Миссис Дэйн Кэлтроп — жена викария
- Рода Деспард — двоюродная сестра Марка Истербрука
- Полковник Хью Деспард — муж Роды

### Персонажи повторяются в других работах Кристи
- Ариадна Оливер также появляется в произведениях: Расследует Паркер Пайн, Карты на стол, Глупость мертвеца, Миссис Макгинти с жизнью рассталась, Третья девушка, Вечеринка в Хэллоуин и Слоны умеют помнить.
- Полковник Деспард (бывший майор) и Рода Доуз (девичья фамилия) также появится в романе Карты на стол
- Миссис Дэйн Кэлтроп появлялась в романе «Одним пальцем»

## Интересные факты
- Из героев Роуда и её муж майор Деспард ранее появлялись в романе «Карты на стол», где также есть Ариадна Оливер. Там они впервые встречаются и влюбляются, а здесь они уже женаты.
- Приведённое в повести описание действия опасного яда таллия даже несколько раз спасало людям жизнь. В 1977 году в одну больницу Лондона поступила девочка, заболевшая загадочной болезнью. Одна медсестра, прочитавшая повесть, поняла, что это типичный случай отравления таллием. Были предприняты меры, и девочка поправилась от отравления[2].

## Экранизации
- В 1996 году был выпущен телевизионный фильм, но там отсутствует Ариадна Оливер, а Марк становится подозреваемым в убийстве отца Гормана.
- В 2010 году был выпущен телевизионный фильм в рамках телесериала Мисс Марпл Агаты Кристи, там отсутствует миссис Оливер и включён персонаж мисс Марпл.
- В 2020 году был выпущен сериал от BBC one, состоящий из двух эпизодов.